# باسم یاخور
باسم یاخور (انگلیسی: Bassem Yakhour؛ زادهٔ ۱۶ اوت ۱۹۷۱) بازیگر، فیلم‌نامه‌نویس و کارگردان فیلم اهل سوریه است. وی از سال ۱۹۹۳ میلادی تاکنون مشغول فعالیت بوده‌است.
از فیلم‌ها یا مجموعه‌های تلویزیونی که وی در آن‌ها نقش داشته‌است، می‌توان به قمر بنی‌هاشم اشاره نمود.